# Nummospora hexamera
Nummospora hexamera är en svampart som beskrevs av E. Müll. & Shoemaker 1964. Nummospora hexamera ingår i släktet Nummospora, divisionen sporsäcksvampar och riket svampar.   Inga underarter finns listade i Catalogue of Life.